# Nagini mazonense
«  Nagini (amphibien) » redirige ici. Pour le serpent du monde des sorciers de J. K. Rowling, voir Nagini.
Genre
Espèce
Nagini (du sanskrit Nāgá, « serpent ») est un genre éteint de Lepospondyli (ou Recumbirostra) du carbonifère moyen identifié dans les lits fossiles de Mazon Creek dans l'Illinois (États-Unis). Le type et la seule espèce, Nagini mazonense, est nommé par Arjan Mann (d) et son équipe en 2022 à partir de deux spécimens, qui préservent tous deux des tissus mous comme les autres fossiles de Mazon Creek.

## Présentation
C'est un membre de la famille des Molgophidae, une lignée de tétrapodes présentant des traits d'amniotes avec un schéma d'allongement du corps et de réduction des doigts sur les membres. Nagini est le premier membre du groupe qui présente une perte totale des membres antérieurs et de la ceinture pectorale, mais il conserve ses membres postérieurs intacts ; cela reflète le schéma évolutif des serpents et suggère que les molgophidés ont subi un mécanisme similaire de réduction de leurs membres commençant par la perte des membres antérieurs,.